# Metapenaeopsis toloensis
Metapenaeopsis toloensis är en kräftdjursart som beskrevs av Hall 1962. Metapenaeopsis toloensis ingår i släktet Metapenaeopsis och familjen Penaeidae. Inga underarter finns listade i Catalogue of Life.